# Lilium lophophorum
Lilium lophophorum är en liljeväxtart som först beskrevs av Louis Édouard Bureau och Adrien René Franchet, och fick sitt nu gällande namn av Adrien René Franchet. Lilium lophophorum ingår i släktet liljor, och familjen liljeväxter.

## Underarter
Arten delas in i följande underarter:
- L. l. linearifolium
- L. l. lophophorum

## Bildgalleri

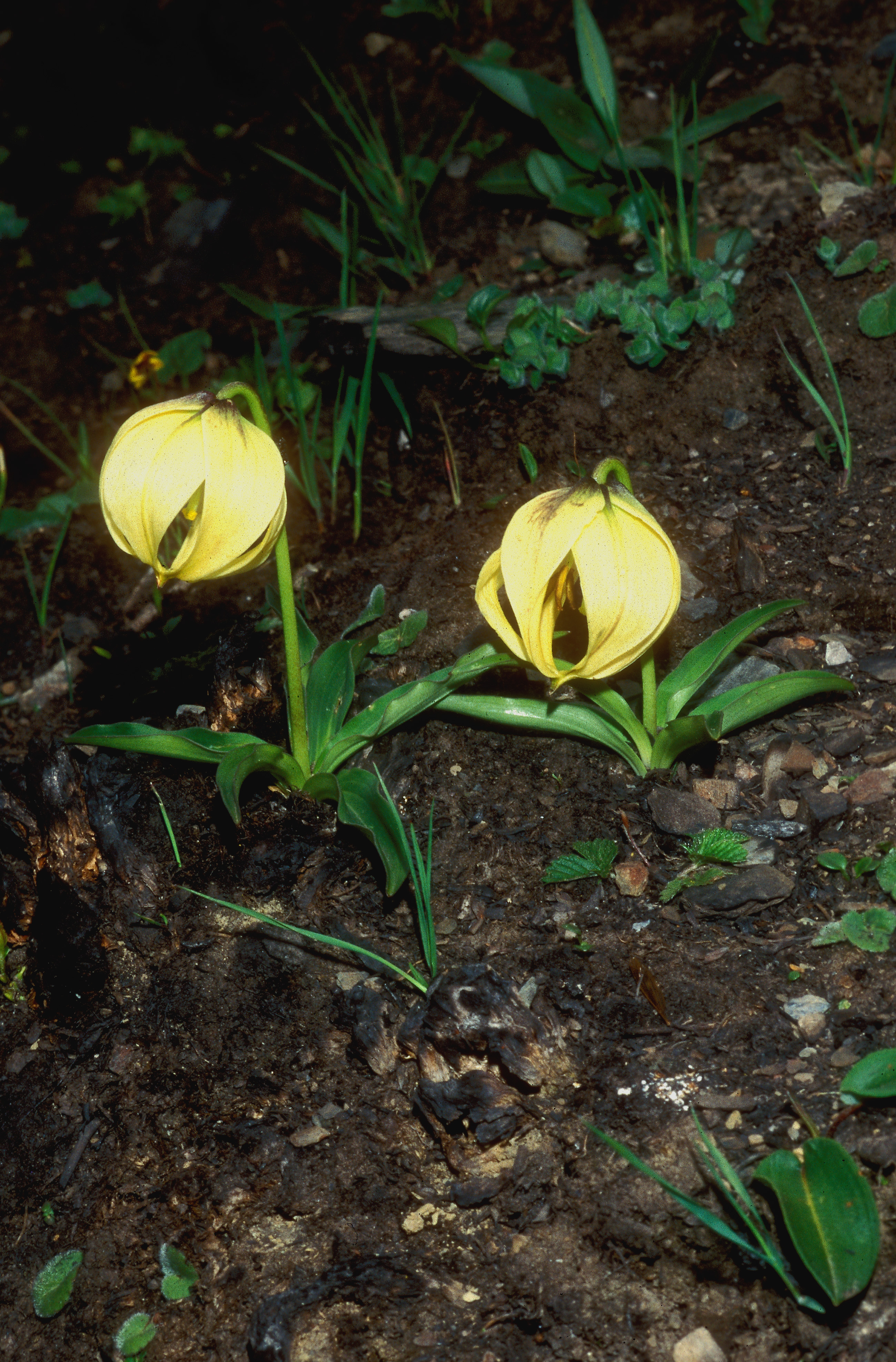
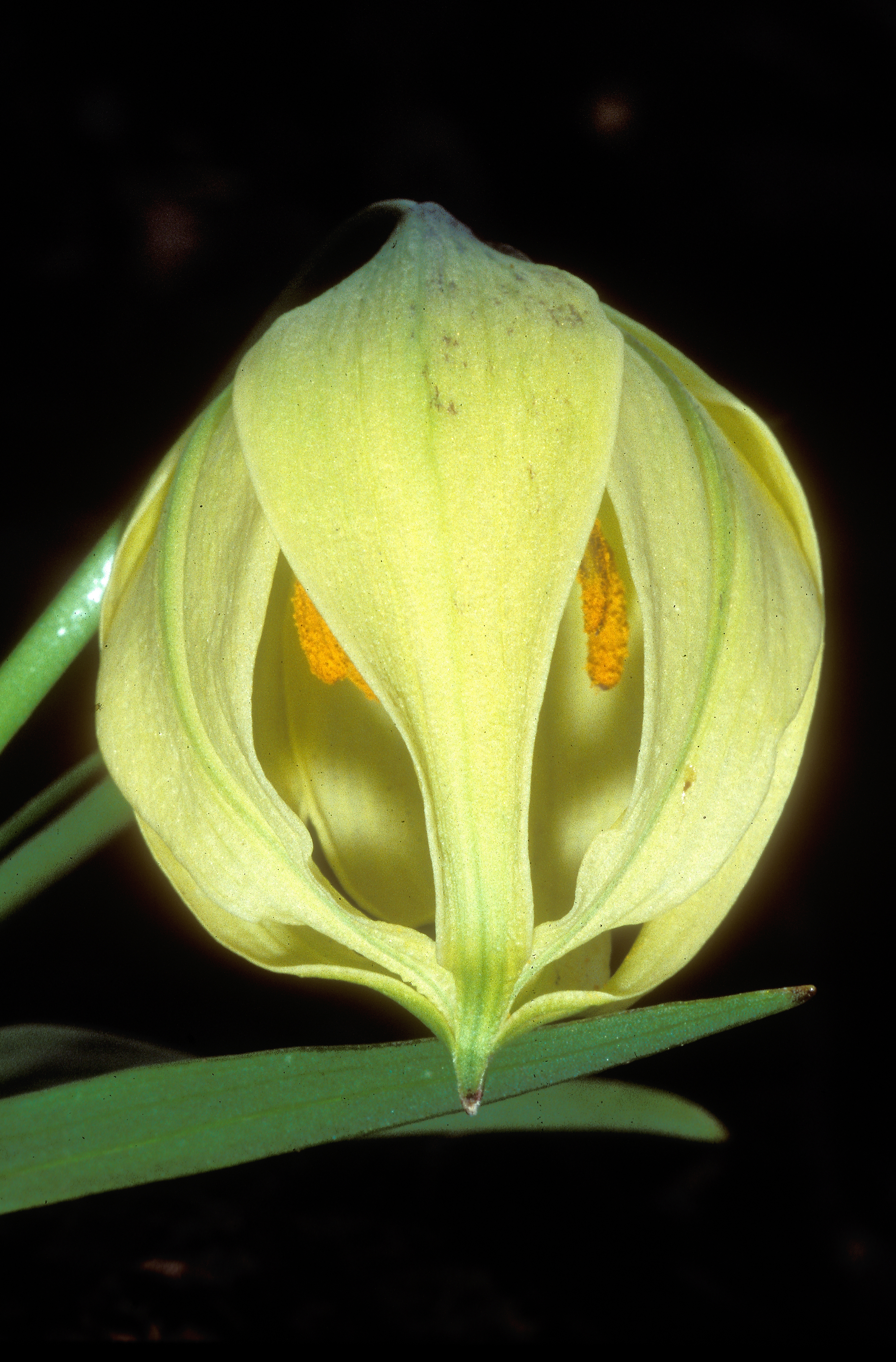
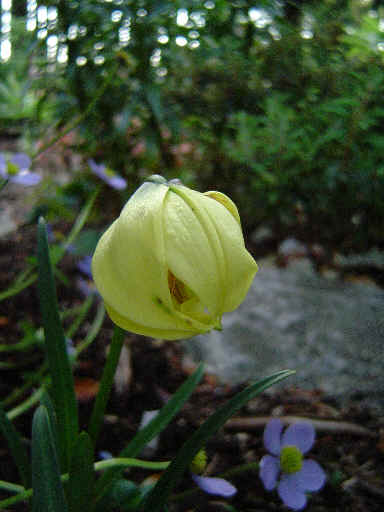